# Delamotte
Delamotte is een in 1760 opgericht champagnehuis dat in Le Mesnil-sur-Oger is gevestigd. Het bedrijf ging eerst over in handen van Lanson, familie van de Delamottes, nu is het deel van het huis Laurent-Perrier. Het motto van Delamotte is "Vive me ama" (Leef en heb me lief).
De champagne van dit traditionele werkende huis worden pas na vier rijpen in de kelders op de markt gebracht. Ook de remuage, het draaien van de flessen om het depot in de hals te verzamelen, gebeurt nog met de hand.
Het huis produceert per jaar ongeveer 600.000 flessen en heeft een keldervoorraad van 2,4 miljoen flessen.
De chardonnaydruiven die het huis verwerkt komen vooral uit de Côte des Blancs en de gemeenten Le Mesnil-sur-Oger, Avize en Oger. Het bezit wijngaarden in Mesnil-sur-Oger, Oger, Avize en Cramant.

## De champagnes
- De Brut is de Brut Sans Année, de meestverkochte champagne en het visitekaartje van het huis. De wijn is gemaakt van druiven van verschillende jaargangen uit Mesnil-sur-Oger, Oger, Avize en Cramant. Bij de assemblage bsan deze brut champagne koos men voor 55% chardonnay uit grand cru-gemeenten van de Côte des Blancs, 35% pinot noir et 10% pinot meunier. De flessen werden 30 tot 36 maanden te rijpen gelegd in de kelders en de dosage suiker in de liqueur d'expédition is klein gehouden.
- De Blanc de Blancs is een blanc de blancs grand cru, een champagne van chardonnaydruiven uit de grand cru-gemeenten Le Mesnil-sur-Oger, Oger, Avize en Cramant. De eerste gisting gebeurt in roestvrijstalen tanks en de wijn aangevuld met ten hoogste 10% wijn van eerdere oogsten uit de reserve van het huis. De flessen rusten 4-5 jaar voordat de degorgement plaatsvindt.
- De Blanc de Blancs millésimé 2002 is een wijn waarvoor alleen de druiven uit dat jaar zijn gebruikt. De flessen hebben zeven tot acht jaar in de kelders gerijpt.
- De Brut Rosé is een assemblage van 80% chardonnay uit Le Mesnil-sur-Oger en 20% pinot noir uit drie van de grand cru-gemeenten op de Montagne de Reims, te weten Bouzy, Ambonnay en Tours-sur-Marne. Die laatste saignée geoogste blauwe druiven worden gebruikt om de wijn de gewenste roze kleur te geven. Delamotte heeft de heldere most van de chardonnay en de Rosé de saignée van de pinot noir samen laten gisten. Na de botteling en de toevoeging van een liqueur de tirage heeft men de flessen drie of vier jaar op het gist laten rijpen.